# پالادیم(II) استات
استات پالادیم(II) (به انگلیسی: Palladium(II) acetate) با فرمول شیمیایی C۴H۶O۴Pd یک ترکیب شیمیایی با شناسه پاب‌کم ۱۶۷۸۴۵ است. که جرم مولی آن ۲۲۴٫۵۰ g/mol می‌باشد. شکل ظاهری این ترکیب، جامد زرد و قهوه‌ای است.